# Битва при Діігу
Битва при Діігу відбулася 13 листопада 1804 року біля містечка Дііг, котре станом на XXI ст. знаходиться в Раджастхані, округ Бхаратпур, є складовою Другої англо-маратхської війни. Перемогу над маратхами здобули сили Британської Ост-Індійської компанії під керунком генерал-майора Фрейзера. Проте сам Фрейзер під час бою був смертельно поранений.
Британські військові захопили у маратхів до 87 гармат. Втрати британців склали 643 вбитими та пораненими. Втрати маратхів є приблизними, вбитими та пораненими оцінюються в 2000. Після битви британці здійснюють осаду Діігського форту.

## Принагідно
- Battle of Deeg [Архівовано 4 березня 2016 у Wayback Machine.]